# Служба државне безбедности
Служба државне безбедности (скраћено СДБ, верз. скраћ. ДеБе; мкд. Служба за државна безбедност, словен. Služba državne varnosti, хрв. Služba državne sigurnosti) је била безбедносно-обавештајна служба и тајна полиција Социјалистичке Федеративне Републике Југославије (СФРЈ). До 1966, када је реорганизована, ова служба је носила назив Управа државне безбедности (УДБА).
Настала је 1946. реорганизацијом Одељења за заштиту народа (ОЗНА) на цивилни и војни одсек, односно на Управу државне безбедности и Контраобавештајну службу ЈНА (КОС). Након Брионског пленума ЦК СКЈ и смењивања Александра Ранковића, 1966. служба је реораганизована и током 1967. значајно федерализована, односно свака република је добила властиту службу безбедности, док је на федералном ниву остала Савезна служба државне безбедности, чија су се овлашћења све више смањивала. Распадом Југославије, почетком 1990-их Савезна служба је престала да постоји. 

## Жртве СДБ 1966—1990.
| Година | Држава          | Име убијеног |
| ------ | --------------- | --- |
| 1966   | Канада          | Мате Миличевић                                                                                                   |
| 1967   | Западна Немачка | Јозе Јелић, Миле Јелић, Владо Мурат, Бардош Гервала, Анђелко Пернар, Маријан Шимундић, Петар Томинац             |
| 1968   | Аустрија        | Јосип Крталић |
| 1968   | Аустралија      | Перо Човић |
| 1968   | Француска       | Недјељко Мркоњић                                                                                                 |
| 1968   | Француска       | Андрија Лончарић                                                                                                 |
| 1968   | Италија         | Анте Знаор |
| 1968   | Западна Немачка | Ђуро Кокић, Вид Маричић, Миле Рукавина, Крешимир Тољ, Хрвоје Урса                                                |
| 1969   | Западна Немачка | Мирко Ћурић, Нахид Куленовић, Ратко Обрадовић                                                                    |
| 1969   | Шпанија         | Вјекослав (Макс) Лубурић                                                                                         |
| 1971   | Аргентина       | Иво Богдан |
| 1971   | УК              | Максим Крстуловић                                                                                                |
| 1971   | Западна Немачка | Мирко Шимић |
| 1971   | Шведска         | Мијо Лијић |
| 1972   | Италија         | Розмари Бахорић, Стјепан Шево, Татјана Шево                                                                      |
| 1972   | Западна Немачка | Иван Михалић, Јосип Сенић                                                                                        |
| 1973   | Западна Немачка | Јосип Буљан-Микулић                                                                                              |
| 1974   | Западна Немачка | Мате Јозак, Благој Шамбевски, Јаков Љотић                                                                        |
| 1974   | УК              | Максим Крстуловић                                                                                                |
| 1975   | Аустрија        | Никола Мартиновић                                                                                                |
| 1975   | Белгија         | Матко Брадарић, Петар Валић, Бора Благојевић                                                                     |
| 1975   | Данска          | Винко Ељуга |
| 1975   | Западна Немачка | Ивица Миошевић, Никола Пенава, Илија Вучић                                                                       |
| 1975   | Шведска         | Стипе Микулић |
| 1976   | Француска       | Иван Туксор |
| 1976   | Белгија         | Миодраг Бошковић, Урош Миленковић                                                                                |
| 1977   | Јужна Африка    | Јозо Ореч |
| 1977   | Западна Немачка | Иван Вучић |
| 1977   | САД             | Драгиша Кашиковић и Иванка Милошевић                                                                             |
| 1978   | Француска       | Бруно Бушић |
| 1978   | САД             | Крижан Бркић |
| 1979   | Канада          | Цвитко Цицварић, Горан Шећер                                                                                     |
| 1979   | САД             | Маријан Рудела, Звонко Шимац                                                                                     |
| 1980   | Западна Немачка | Мирко Дескер, Никола Миличевић                                                                                   |
| 1981   | Француска       | Мате Колић |
| 1981   | Западна Немачка | Петар Биланџић, Иво Фурлић, Иван Јуришић, Младен Јуришић, Анте Костић, Јусуф Гервала, Бардош Гервала, Кадри Зека |
| 1981   | Швајцарска      | Станко Нижић |
| 1983   | Западна Немачка | Стјепан Ђурековић, Фрањо Микулић, Ђуро Загајски, Милан Жупан                                                     |
| 1984   | Западна Немачка | Славко Логарић                                                                                                   |
| 1984   | Аустрија        | Томислав Каталениц                                                                                               |
| 1986   | САД             | Фрањо Машић |
| 1987   | Канада          | Дамир Ђурековић                                                                                                  |
| 1987   | Западна Немачка | Иван Хлевњак |
| 1990   | Белгија         | Енвер Хадри |